# Халет-Салим
Халет-Салим (араб. خلة سالم‎) — деревня на северо-западе Иордании, расположенная на территории мухафазы Аджлун. Входит в состав района Аджлун.

## Географическое положение
Деревня находится на западе центральной части мухафазы, в гористой местности, к востоку от реки Иордан, на расстоянии приблизительно 36 километров (по прямой) к северо-западу от столицы страны Аммана.

## Население
По данным официальной переписи 2015 года численность население составляла 338 человек (186 мужчин и 152 женщины). В деревне насчитывалось 82 домохозяйства.